# Brachypodius
Brachypodius és un dels gèneres d'ocells, de la família dels picnonòtids (Pycnonotidae).

## Taxonomia
Segons la classificació del Congrés Ornitològic Internacional (versió 13.2), aquest gènere conté 4 espècies:
- Brachypodius priocephalus - Bulbul frontgroc.
- Brachypodius melanocephalos - Bulbul capnegre.
- Brachypodius fuscoflavescens - Bulbul de les Andaman.
- Brachypodius nieuwenhuisii - Bulbul d'ulleres blaves.